# Aeropuerto de Trebisonda
El Aeropuerto de Trebisonda (IATA: TZX, OACI: LTCG) es un aeropuerto en la ciudad de Trebisonda, en el este de la región del Mar Negro de Turquía. El aeropuerto abrió en 1957. En 2009, recibió 1.596.905 pasajeros, de los cuales la mayoría (95%) fueron en rutas domésticas. En 2009, el aeropuerto de Trebisonda se colocó noveno en el total de tráfico de pasajeros y séptimo en tráfico doméstico entre los aeropuertos turcos.

## Aerolíneas y destinos
| Aerolíneas          | Destinos |
| ------------------- | --- |
| Air Arabia          | Sharjah |
| AnadoluJet          | Ankara, Estambul–Sabiha Gökçen, Van                                                                              |
| Azerbaijan Airlines | Bakú |
| Centrum Air         | Tashkent |
| Corendon Airlines   | Estacional: Colonia/Bonn, Düsseldorf                                                                             |
| flyadeal            | Estacional: Yeda, Riad                                                                                           |
| flydubai            | Estacional: Dubái–Internacional                                                                                  |
| Flynas              | Estacional: Dammam, Gassim, Yeda, Riad                                                                           |
| Gulf Air            | Chárter estacional: Baréin                                                                                       |
| Iraqi Airways       | Estacional: Bagdad                                                                                               |
| Jazeera Airways     | Estacional: Kuwait City                                                                                          |
| Kuwait Airways      | Estacional: Kuwait City                                                                                          |
| Oman Air            | Mascate |
| Pegasus Airlines    | Adana, Antalya, Estambul–Sabiha Gökçen, Esmirna Estacional: Bahrain, Dammam, Yeda, Kuwait City, Riyadh, Tel Aviv |
| Qatar Airways       | Doha |
| SalamAir            | Estacional: Mascate                                                                                              |
| Southwind Airlines  | Chárter estacional: Bahrain                                                                                      |
| SunExpress          | Antalya, Düsseldorf, Esmirna Estacional: Fráncfort, Stuttgart                                                    |
| Turkish Airlines    | Baréin, Estambul, Yanbu Estacional: Berlín, Múnich                                                               |